# 찬탈
찬탈(簒奪)은 본래 군주의 지위를 계승할 자격이 없는 사람이 이전의 군주에게서 그 지위를 빼앗는 일을 말한다. 왕위를 찬탈하는 방법으로는 주로 쿠데타가 많이 쓰이며 '역성혁명'이나 '선위'라는 형식으로 나타나기도 한다. 찬탈로 정권을 잡았거나 왕위에 오른 사람으로는 조선의 세조, 인조, 중국의 왕망, 당 태종, 측천무후, 영락제, 일본의 덴무 천황, 도쿠가와 이에야스, 베트남의 막당중, 프랑스의 나폴레옹 보나파르트, 로마 제국의 베스파시아누스 등이 있다.

## 관련 논문
- 정재서, 〈禪讓인가? 簒奪인가? - 고대 중국의 왕권신화에 대한 해체론적 접근 -〉, 《중국어문학》 54, 영남중국어문학회, 2009
- 홍승현, 〈‘簒奪’이란 이름으로 단죄된 ‘改革’ ― 고독한 改革家 王莽의 理想國家 ―〉, 《동양사학연구》 139, 동양사학회, 2017
- 김도환, 〈영웅소설 속 찬탈화소의 구성 방식과 존재 양태〉, 《한민족문화연구》 67, 한민족문화학회, 2019
- 노은정, 〈중국 유일의 여황제 武則天의 詩歌 연구 — 권력의 찬탈과 권위의 도전 사이에서〉, 《중국학논총》 64, 고려대학교 중국학연구소, 2019
- 유성환, 〈국왕 시해의 양상과 역사적 의의 - 고대 이집트의 문헌증거를 중심으로 -〉, 《서양고대사연구》 63, 한국서양고대역사문화학회, 2022

## 관련 항목
- 참주